# 中国驻纳米比亚大使列表
本列表为中華人民共和國驻纳米比亚历任大使名录。

## 历任中国驻纳米比亚大使

### 中华人民共和国驻纳米比亚大使（1990年至今）
1990年3月22日，中华人民共和国与纳米比亚建交。
| 姓名   | 任命           | 任命           | 到任          | 递交国书       | 免职           | 免职           | 离任          | 外交衔级 | 外交职务     | 备注 |
| 姓名   | 全国人大常委会 | 主席           | 到任          | 递交国书       | 全国人大常委会 | 主席           | 离任          | 外交衔级 | 外交职务     | 备注 |
| ------ | -------------- | -------------- | ------------- | -------------- | -------------- | -------------- | ------------- | -------- | ------------ | ---- |
| 吉佩定 | 1990年6月28日  | 1990年7月7日   | 1990年7月     | 1990年7月18日  | 1993年9月2日   | 1993年11月18日 | 1993年10月    | 大使     | 特命全权大使 |      |
| 安永玉 | 1993年9月2日   | 1993年11月18日 | 1993年11月    | 1993年12月8日  | 1996年3月1日   | 1996年9月24日  | 1996年8月20日 | 大使     | 特命全权大使 |      |
| 廉正保 | 1996年3月1日   | 1996年9月24日  | 1996年9月     | 1996年9月25日  | 1998年6月26日  | 1998年9月17日  | 1998年8月21日 | 大使     | 特命全权大使 |      |
| 唐振琪 | 1998年6月26日  | 1998年9月17日  | 1998年9月     | 1998年9月23日  | 2000年4月29日  | 2000年7月26日  | 2000年6月     | 大使     | 特命全权大使 |      |
| 陈来元 | 2000年4月29日  | 2000年7月26日  | 2000年7月     | 2000年8月2日   |                | 2003年7月18日  | 2003年6月     | 大使     | 特命全权大使 |      |
| 梁银柱 |                | 2003年7月18日  | 2003年8月     | 2003年9月24日  | 2007年6月29日  | 2007年12月6日  | 2007年10月9日 | 大使     | 特命全权大使 |      |
| 任小萍 | 2007年6月29日  | 2007年12月6日  | 2007年11月5日 | 2007年11月21日 | 2009年12月26日 | 2010年6月10日  | 2010年4月     | 大使     | 特命全权大使 |      |
| 魏瑞兴 | 2009年12月26日 | 2010年6月10日  | 2010年5月30日 | 2010年7月7日   | 2012年2月29日  | 2012年7月31日  | 2012年7月16日 | 大使     | 特命全权大使 |      |
| 忻顺康 | 2012年2月29日  | 2012年7月31日  | 2012年7月27日 | 2012年10月17日 | 2016年4月28日  | 2016年12月7日  | 2016年3月     | 大使     | 特命全权大使 |      |
| 邱学军 | 2016年7月2日   | 2016年12月7日  | 2016年12月2日 | 未递交         | 2017年6月27日  | 2017年8月7日   | 2017年2月     | 大使     | 特命全权大使 |      |
| 张益明 | 2017年6月27日  | 2017年8月7日   | 2017年8月2日  | 2017年8月10日  | 2022年2月28日  | 2023年2月13日  | 2022年3月     | 大使     | 特命全权大使 |      |
| 赵卫平 | 2022年10月30日 | 2023年2月13日  | 2023年1月28日 | 2023年2月9日   | 现任           |                |               | 大使     | 特命全权大使 |      |